# Steinkreis von Dahrendorf
Der Steinkreis von Dahrendorf war ein Steinkreis bei Dahrendorf, einem Ortsteil von Dähre im Altmarkkreis Salzwedel in Sachsen-Anhalt.

## Lage und Beschreibung
Der Steinkreis befand sich auf dem Lehnekenberg bei Dahrendorf, der durch Kiesabbau weitgehend abgetragen ist. Der Steinkreis bestand aus einem großen, zentralen Stein aus Granit, der von mehreren kleinen Steinen umringt war. Der große Stein trug die Bezeichnung „Lehnekenstein“. Denselben Namen trägt auch ein noch heute existierender Menhir bei Bonese. 1854 wurde der Steinkreis von Dahrendorf zerstört. Der zentrale Stein wurde gespalten und im Fundament eines Hauses verbaut.
Die Umgebung des Steinkreises diente mindestens ab der Bronzezeit und bis in die späte römische Kaiserzeit hinein als Siedlungs- und Bestattungsplatz. Ein Brandgräberfeld der vorrömischen Eisenzeit wurde Mitte des 19. Jahrhunderts teilweise ausgegraben.
1995 wurde im benachbarten Kortenbeck ein Menhir aufgestellt, der ursprünglich aus der Nähe des Lehnekenberges stammte. Möglicherweise handelt es sich bei ihm um einen Überrest des Steinkreises.